# Vergons
Vergons é uma comuna francesa na região administrativa da Provença-Alpes-Costa Azul, no departamento dos Alpes da Alta Provença. Estende-se por uma área de 45,73 km². Em 2010 a comuna tinha 109 habitantes (densidade: 2,4 hab./km²).